# Алан Дава Долма
Алан Дава Долма (тиб. ཨ་ལན་ཟླ་བ་སྒྲོལ་མ་; кит. упр. 阿兰·达瓦卓玛, пиньинь Ālán Dáwǎzhuómǎ; род. 25 июля 1987 года) — тибетская певица, выступающая под именем Алан (кит. упр. 阿兰, пиньинь Ālán; яп. アラン) и получившая признание в Китае и Японии. Поёт на китайском, японском, тибетском и английском языках.
Будучи тибетской буддисткой, посвящает свои песни миру и любви, периодически обращается в своем творчестве к тибетской тематике, внося вклад в популяризацию тибетской музыки.

## Биография
Алан Дава Долма родилась 25 июля 1987 года в Китае в городе Кандин, который является административным центром Гардзе-Тибетского автономного округа в провинции Сычуань. В соответствии с буддистскими традициями ей было дано имя, которое означает «Богиня луны». Алан родилась в большой семье государственного служащего и певицы, в которой было много родственников как со стороны её отца, так и со стороны её матери. Свое детство она провела у родственников в уезде Даньба Гардзе-Тибетского автономного округа в провинции Сычуань. Чтобы унять буйный нрав маленькой девочки её отдали на занятия по игре на музыкальном инструменте эрху.

### Первые шаги в творчестве (2003—2006)
В 2003 году Алан была принята в Академию искусств Народно-освободительной армии Китая в Пекине, где она изучала вокал и игру на эрху.
Свой первый альбом Алан записала в Китае в 2005 году. В 2006 году она прошла отбор среди 40 тысяч китайских исполнителей, проводившийся японской компанией Avex Trax.
Кроме этого в 2006 году она представляла Китай на 9-м конкурсе Asia New Singer Competition, где заняла 2-е место.

### Японский период творчества (2007—2011)
В сентябре 2007 года Алан отправилась в Токио, где начала учить японский язык. 21 ноября 2007 года она выпустила свою первую японскую песню Ashita e no sanka (Гимн завтрашнему дню).
12 мая 2008 года в Китае произошло Сычуаньское землетрясение, которое не оставило Алан равнодушной. Она решила собрать деньги для пострадавших в результате этого землетрясения и записала песню «Колокол счастья» на японском (Shiawase no Kane) и китайском (Ai Jiu Shi Shou) языках.
Алан исполнила песни к масштабному китайскому историческому фильму Битва у Красной скалы и исполняла песни на Каннском кинофестивале 2008 года.
Летом 2008 года Алан выпустила песню Natsukashii Mirai (Longing Future) для японского канала NHK, который использовал её в целях повышения осведомленности общества о проблемах сохранения окружающей среды, что было особенно важно в преддверии 34-го саммита G-8, проходившего в 2008 году в Японии.
В 2009 году особого успеха добился японский сингл Алан Kuon no Kawa, который был исполнен как японская версия песни к фильму Битва у Красной скалы.

### Китайский период творчества
После нескольких лет успешного творчества в Японии в 2011 году Алан вернулась в Китай, где стала сотрудничать с компанией Yuehua Entertainment. В 2013 году, не удовлетворённая известностью исполнительницы заглавных песен для кинофильмов и телесериалов, Алан решила дать новый толчок карьере, приняв участие в китайской версии известного в мире конкурса талантов X Factor, однако на одном из этапов выбыла из состязаний по спорному решению судьи конкурса.

## Дискография

### Альбомы
| Название        | Страна | Дата выхода         |
| --------------- | ------ | ------------------- |
| Voice of Earth  | Япония | 4 марта 2009 года   |
| Xin De Dongfang | Китай  | 10 июля 2009 года   |
| My Life         | Япония | 25 ноября 2009 года |
| Love song       | Китай  | 18 июня 2012 года   |
| Mo Lan          | Китай  | 15 июля 2014 года   |
| 十念            | Китай  | 24 ноября 2017 года |

### Кавер-альбомы
| Название             | Страна | Дата выхода          |
| -------------------- | ------ | -------------------- |
| Shengsheng Zui Rulan | Китай  | 15 августа 2005 года |
| Yujian Alan          | Китай  | 17 июля 2006 года    |
| Alan Qingge          | Китай  | 6 мая 2010 года      |
| Dawa Zhoima          | Китай  | 29 апреля 2011 года  |

### Мини-альбомы
| Название                 | Страна | Дата выхода         |
| ------------------------ | ------ | ------------------- |
| Xin Zhan: Red Cliff      | Китай  | 20 июня 2008 года   |
| Lan Se ~Love Moon Light~ | Китай  | 16 апреля 2010 года |

### Сборники
| Название                  | Страна | Дата выхода       |
| ------------------------- | ------ | ----------------- |
| Japan Premium Best & More | Япония | 2 марта 2011 года |

### Синглы
| Название                                       | Страна | Дата выхода           |
| ---------------------------------------------- | ------ | --------------------- |
| Ashita e no Sanka                              | Япония | 21 ноября 2007 года   |
| Hitotsu                                        | Япония | 5 марта 2008 года     |
| Natsukashii Mirai (Longing Future)             | Япония | 2 июля 2008 года      |
| Xin.Zhan ~RED CLIFF~                           | Китай  | 11 июня 2008 года     |
| Sora Uta                                       | Япония | 13 августа 2008 года  |
| Kaze no Tegami                                 | Япония | 10 сентября 2008 года |
| Red Cliff (Shin-Sen)                           | Япония | 15 октября 2008 года  |
| Megumi no Ame                                  | Япония | 12 ноября 2008 года   |
| Gunjō no Tani                                  | Япония | 4 февраля 2009 года   |
| Kuon no Kawa                                   | Япония | 8 апреля 2008 года    |
| Ballad (Namonaki Koi no Uta)                   | Япония | 2 сентября 2009 года  |
| Swear                                          | Япония | 4 ноября 2009 года    |
| Diamond/Over the Clouds                        | Япония | 3 февраля 2010 года   |
| Kaze ni Mukau Hana                             | Япония | 7 июля 2010 года      |
| Kanashimi wa Yuki ni Nemuru                    | Япония | 13 октября 2010 года  |
| Ai wa Chikara                                  | Япония | 1 января 2011 года    |
| Minna dene — PANDA with Candy BEAR’s — / Ikiru | Япония | 29 июня 2011 года     |
| DREAM EXPRESS ~Mugen Kukan Cho Tokkyu~         | Япония | 21 августа 2013 года  |
| Michishirube                                   | Япония | 6 ноября 2015 года    |

### Цифровые синглы
| Название                                                     | Страна | Дата выхода          |
| ------------------------------------------------------------ | ------ | -------------------- |
| Shiawase no Kane                                             | Япония | 20 мая 2008 года     |
| Ai Jiushi Shou                                               | Китай  | 20 мая 2008 года     |
| Jiayou! Ni You Me!                                           | Китай  | 29 октября 2008 года |
| Liberty                                                      | Япония | 5 января 2009 года   |
| Chibi ~Da Jiangdong Qu~                                      | Китай  | 8 апреля 2009 года   |
| Happy Birthday to You/alan                                   | Япония | 12 января 2010 года  |
| Huhuan                                                       | Китай  | 10 января 2011 года  |
| Yinghua De Yanlei                                            | Китай  | 24 февраля 2011 года |
| Wo Huilaile                                                  | Китай  | 18 ноября 2011 года  |
| Fenghuang                                                    | Китай  | 23 мая 2012 года     |
| Love Song                                                    | Китай  | 1 июня 2012 года     |
| BABY BABY                                                    | Китай  | 11 июня 2012 года    |
| lan lan                                                      | Китай  | 14 июня 2012 года    |
| Home                                                         | Китай  | 26 марта 2013 года   |
| Tian Di Wen Jian                                             | Китай  | 26 августа 2013 года |
| Hui Wang                                                     | Китай  | 22 ноября 2013 года  |
| Suming Hengzhe Xie                                           | Китай  | 12 февраля 2014 года |
| Ai Wei Zou Yuan                                              | Китай  | 21 апреля 2014 года  |
| Wei Ai Cheng Mo                                              | Китай  | 28 мая 2014 года     |
| Yaoyuan de Chongfeng                                         | Китай  | 10 июня 2014 года    |
| Zhen’ai Wushuang                                             | Китай  | 31 октября 2014 года |
| Michishirube                                                 | Япония | 25 марта 2015 года   |
| THE LOST EDEN                                                | Япония | 31 августа 2015 года |
| Yi Meng Qian Xun                                             | Китай  | 25 ноября 2015 года  |
| Badao Tianxia                                                | Китай  | 21 января 2016 года  |
| Xin Hua                                                      | Китай  | 14 апреля 2016 года  |
| Chang Gei Tiankong Ting                                      | Китай  | 10 мая 2016 года     |
| Yi Duo Yun                                                   | Китай  | 25 июля 2016 года    |
| 上师祈祷文 (Guru prayer)                                     | Китай  | 7 сентября 2016 года |
| 兰之乐光 (Goddess of Music Light)                            | Китай  | 19 апреля 2017 года  |
| Huan meng                                                    | Китай  | 26 апреля 2017 года  |
| Bu Fu Ren Jian                                               | Китай  | 10 мая 2017 года     |
| 龙女 (Dragon lady)                                           | Китай  | 20 мая 2017 года     |
| Re xue san guo (саундтрек к игре The Fervent Three Kingdoms) | Китай  | 22 июня 2017 года    |